# Dating Game〜口説いてもいいですか、ボス!?〜
『Dating Game〜口説いてもいいですか、ボス!?〜』は、2025年7月14日からタイで放送されている新感覚のボーイズラブ・ロマンスコメディードラマ。
主演はタイドラマ史上初の日本人主演となるSnow Manの向井康二とマーチ＝チュターウット・パタラカムポン。脚本はタイBLドラマ『Cutie Pie』や『Close Friend』などを手がけたクリエイティブチームが集結し、脚本はマヤ＝ピアンパイトゥーン・サトラワハファが手掛ける。

## 概要
- 2025年3月8日、タイ・パトゥムターニーにあるWorkpoint Entertainment社で、祈願式と記者会見が行われた。ヒンドゥー教の神様の一柱・ガネーシャに撮影の安全とドラマのヒットを祈願し、祭壇の上に置かれている奉納物へ聖水をまいたり、奉納物に線香をさしたり、マリーゴールドの花ビラを撒いた[3]。

## キャスト

### 主要人物
サクライ ジュンジ
演 - 向井康二
日系ゲーム会社タイ支社の鬼社長。
ヒル
演 - マーチ＝チュターウット・パタラカムポン
恋愛経験ゼロの元オタク。現ゲームプログラマー。

### 周辺人物
ベイ
演 - ユド＝タンタット・ターリンピロム
イケメンでプレイボーイなゲームプログラマー。
パット
演 - フルーク＝ナタット・シリポントーン
ジュンジの親友で有名店のオーナーシェフ。
イーンス
演 - フォンド＝ナッティチャー・チャンタラワーリーレーカー
キャラクターデザイナー。
アート
演 - ビクター＝チャッチャウィット・テーチャラポン
敏腕プログラマー。
パオ
演 - ポッピー＝ラチャポン・アノマキティ
ジュンジの会社で働くベテランプログラマー。
ホジュン
演 - ナイス シーエヌエックス＝ピンポン・クングン
数百万人のフォロワーを有する有名アーティスト。
プレーワ
演 - オカタ＝スピチャヤ・ナ・ソンクラ
ヒルのトラウマの原因になった高校時代の同級生。
ブーム
演 - パン＝サルット・ティーラタクン
PRISMSTAR社員。
チン
演 - クリーム＝ナッタポーン・リーラグリーポン
PRISMSTAR社員。

## スタッフ
- 監督 - コビ＝チャクリールジウィパット[4]
- 脚本 - マヤ＝ピアンパイトゥーン・サトラワハファ、タンビーア＝プリッチ・ニアムスリー、ショー＝クリサナ・ジットナオワラット、キン＝パパダー・ノッポン、コビ＝チャクリールジウィパット、フューズ＝ウォンサコン・ジャイフアブ[4]
- エグゼクティブプロデューサー - 勝股英夫[4]
- ゼネラルプロデューサー - 菅原大樹[4]
- 制作コンサルタント - ロジャー＝パイロージ・テーウィンブラヌウォン[4]
- 制作プロデューサー - フューズ＝ウォンサコン・ジャイフアブ、ディアウ＝チャッチャイ・クンポンピタック[4]
- アシスタントプロデューサー - シン ドーン、村上歩、プレーワ＝チャヤニット・チャムニッツィル[4]
- タイ宣伝 - ロジャー＝パイロージ・テーウィンブラヌウォン、カエ＝ウェウジャイ・ウタイラット、ポプ＝パッティラ・スティットメタクン、バード＝ウィッタヤ・ヤンチャイヌック[4]
- 日本宣伝 - 滝本有美、中田敬子、富塚沙羅[4]
- タイ総合コーディネーター - 小倉幸弘[4]
- 制作コンサルティング - ThemeWork Studio[4]
- 制作プロダクション - Studio SRK[4]
- 企画・製作 - エイベックス・フィルムレーベルズ / エイベックス・ピクチャーズ[4]